# Adja-oaivi
Adja-oaivi är ett berg i Finland. Det ligger i Enontekis kommun och landskapet Lappland, i den norra delen av landet, 1 000 km norr om huvudstaden Helsingfors. Toppen på Adja-oaivi är 603 meter över havet.
Terrängen runt Adja-oaivi är huvudsakligen lite kuperad.  Trakten runt Adja-oaivi är nära nog obefolkad, med mindre än två invånare per kvadratkilometer. Omgivningarna runt Adja-oaivi är i huvudsak ett öppet busklandskap.